# Jenő Fuchs
Jenő Fuchs   (Budapest, 29 d'octubre de 1882 - Budapest, 14 de març de 1955) fou un tirador d'esgrima hongarès, guanyador de quatre medalles olímpiques d'or.

## Biografia
Va néixer el 29 d'octubre de 1882 a la ciutat de Budapest, ciutat situada en aquells moments a l'Imperi Austrohongarès i que avui dia és la capital d'Hongria, en una família d'arrels jueves. Va morir el 14 de març de 1955 a la seva residència de Budapest.

## Carrera esportiva
Va participar, als 25 anys, en els Jocs Olímpics d'Estiu de 1908 celebrats a Londres (Regne Unit), on va aconseguir guanyar la medalla d'or en les proves de sabre individual i per equips, uns metalls que aconseguí revalidar en els Jocs Olímpics d'Estiu de 1912 celebrats a Estocolm (Suècia), convertint-se en el primer campió olímpic en revalidar el seu títol individual en la modalitat de sabre.
El 1982 fou inclòs al Saló Internacional de la Fama de l'Esport Jueu.